# Aartsbisdom Maceió

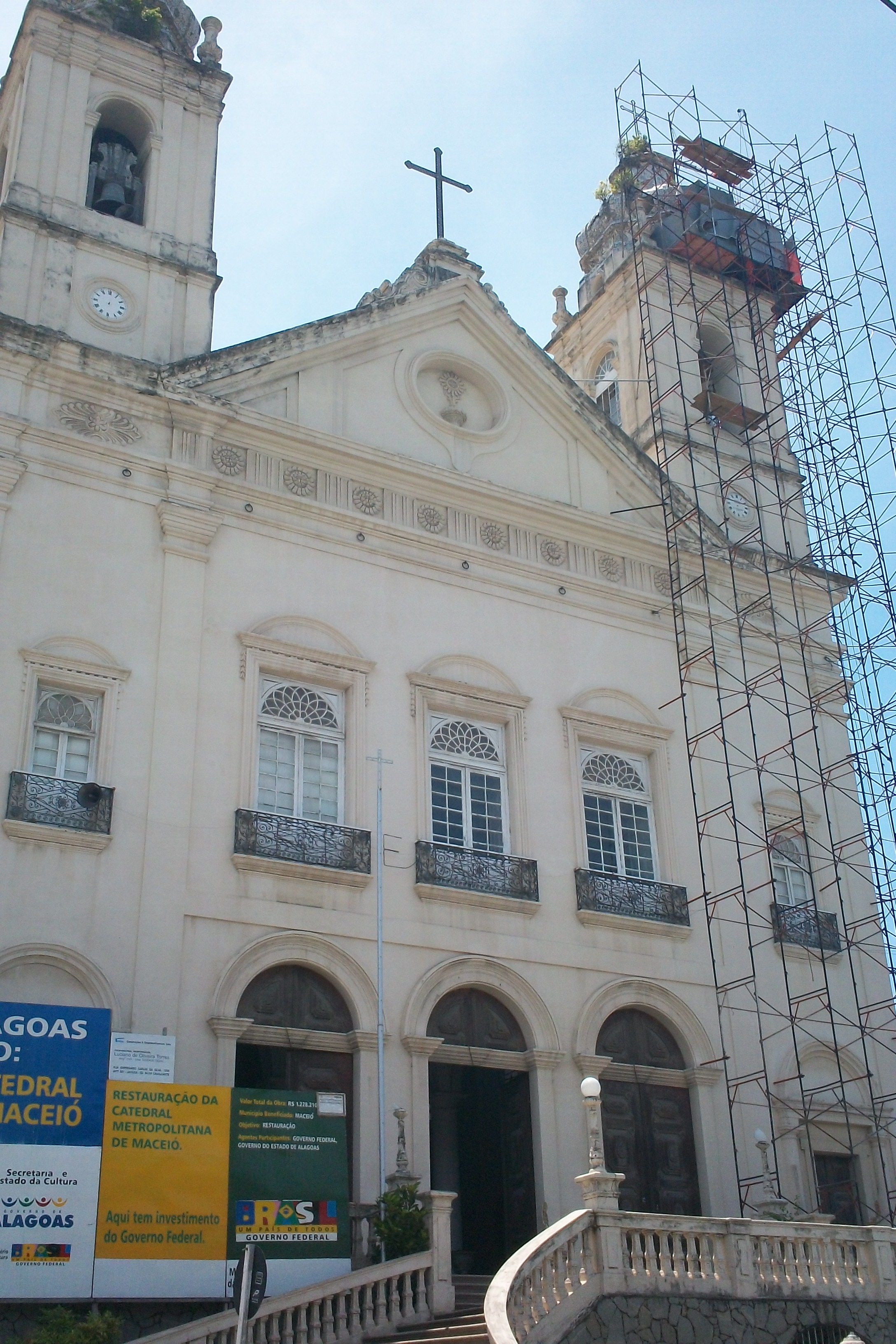
Kathedraal van Maceió

Het aartsbisdom Maceió (Latijn: Archidioecesis Maceiensis; Portugees: Arquidiocese de Maceió) is een in Brazilië gelegen rooms-katholiek aartsbisdom met zetel in Maceió in de staat Alagoas. De aartsbisschop van Maceió is metropoliet van de kerkprovincie Maceió, waartoe ook de volgende suffragane bisdommen behoren:
- Bisdom Palmeira dos Índios
- Bisdom Penedo

## Geschiedenis
Het aartsbisdom Maceió werd op 2 juli 1900 opgericht door paus Leo XIII als bisdom Alagoas met de pauselijke bul Postremis hisce temporibus. Het gebied behoorde daarvoor toe aan het bisdom Olinda. het bisdom werd suffragaan aan het aartsbisdom São Salvador da Bahia. Alagoas werd op 5 december 1910 suffragaan aan het aartsbisdom Olinda. Op 3 april 1916 werden delen van het bisdom afgestaan voor de oprichting van het nieuwe bisdom Penedo. op 25 augustus 1917 werd de naam Alagoas veranderd in Maceió.
Op 13 februari 1920 werd het bisdom verheven tot aartsbisdom. Op 10 februari 1962 werd een deel van het grondgebied afgestaan voor de oprichting van het bisdom Palmeira dos Índios.

## Bisschoppen

### Bisschoppen van Alagoas
- 1901–1910: Antônio Manoel de Castilho Brandão
- 1910–1917: Manoel Antônio de Oliveira Lopes

### Bisschop van Maceió
- 1917–1920: Manoel Antônio de Oliveira Lopes

### Aartsbisschoppen van Maceió
- 1920–1922: Manoel Antônio de Oliveira Lopes
- 1923–1939: Santino Maria da Silva Coutinho
- 1939–1963: Ranulfo da Silva Farias
- 1963–1976: Adelmo Cavalcante Machado
- 1976–1984: Miguel Fenelon Câmara Filho (vervolgens aartsbisschop van Teresina)
- 1985: José Lamartine Soares
- 1985–2002: Edvaldo Gonçalves Amaral SDB
- 2002–2006: José Carlos Melo CM
- 2006-heden: Antônio Muniz Fernandes OCarm